# Visa Waiver Program

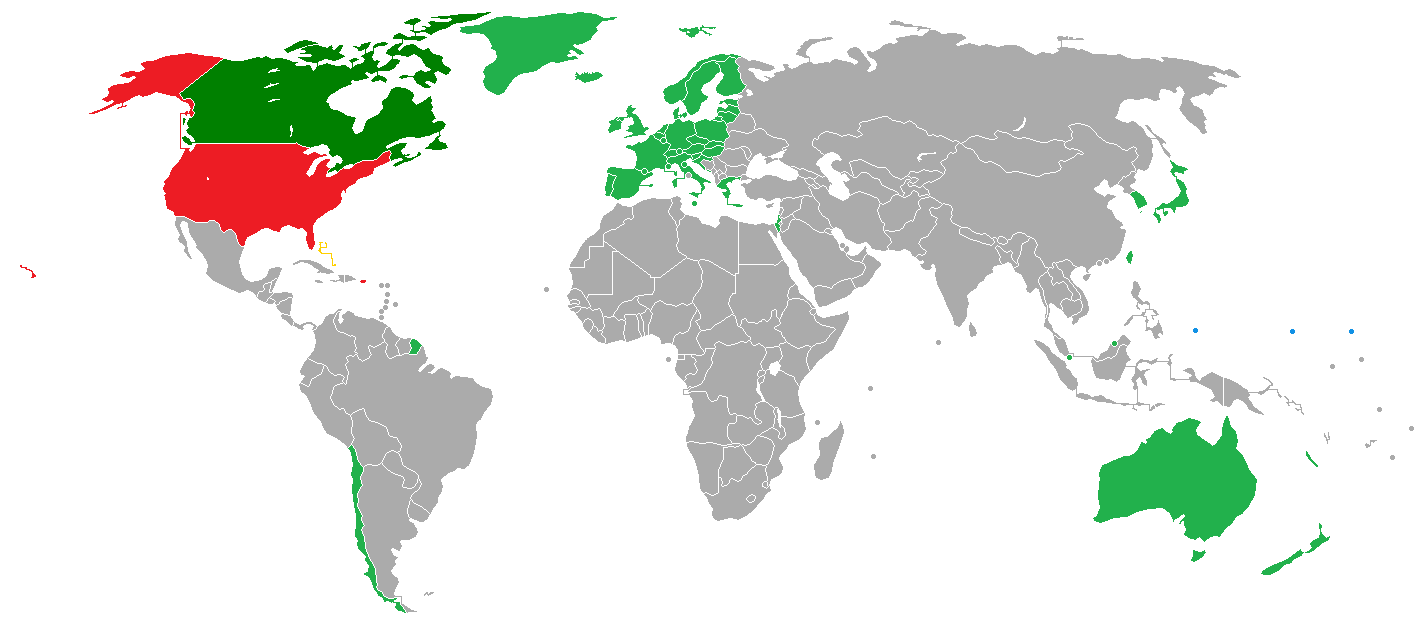
Nationer som är med i VWP
Nationer som reser utan visum
USA i röd

Visa Waiver Program (VWP) är ett amerikanskt system som tillåter medborgare från ett utvalt antal länder att resa in i USA som turister eller affärsresenärer och stanna i upp till 90 dagar utan att ansöka om visum. Samtliga deltagande nationer har högt HDI och kan anses vara industriländer.

## Medverkande nationer
För att kunna vara aktuell för ett visum under VWP måste resenären vara medborgare i en nation som godkänts av The Department of Homeland Security i samråd med utrikesdepartementet som ett "programland"; personer med enbart permanent uppehållstillstånd kan inte bli aktuella. Kriterierna för ett programland finns specificerade i Section 217 (c) i Immigration and Nationality Act (Title 8 U.S.C. §1187). Kriterierna tar upp dokumentsäkerhet för pass samt att medborgarna i nationen i en låg utsträckning förvägras inresa i USA.
2019 var 39 nationer kvalificerade för medverkan i VWP. Chile blev accepterat 28 februari 2014.
Europa (31)
| - Andorra - Österrike - Belgien - Tjeckien - Danmark - Estland - Finland - Frankrike | - Tyskland - Grekland - Ungern - Island - Irland - Italien - Lettland - Liechtenstein | - Litauen - Luxemburg - Malta - Monaco - Nederländerna - Norge - Polen - Portugal | - San Marino - Slovakien - Slovenien - Spanien - Sverige - Schweiz - Storbritannien (endast personer med fullt medborgarskap) |  |

Asien (5)
| - Brunei - Japan - Sydkorea - Singapore - Taiwan |

Latinamerika (1)
| - Chile |

Oceanien (2)
| - Australien - Nya Zeeland |

Medlemskap i VWP kan dras tillbaka närsomhelst, vilket vanligtvis inträffar när USA anser att medborgarna i en viss nation kommer att missbruka sin rätt till inresa i USA, som till exempel att arbeta utan tillstånd eller stanna för länge i USA. Argentinas medlemskap upphävdes 2002 då landets ekonomiska kris gjorde att amerikanerna fruktade en ekonomisk flyktingvåg till USA. Uruguays medlemskap upphävdes 2003 av liknande skäl.
Grekland var till 2010 den enda av de första 15 nationerna i EG vars medborgare fortfarande behöver visum för inresa till USA. Slovenien var den första nationen av de nationer som blev medlemmar i EU 1 maj 2004 som blev medlem i VWP.

## Krav för Visa Waiver Program
För att kunna resa in i USA genom Visa Waiver Program krävs:

### Maskinläsbart och biometriskt pass
Alla resenärer måste ha individuella pass, även barn. Pass får högst vara giltiga i 10 år, och måste ha 6 månaders giltighet kvar vid planerad hemresa för att medge inresa. De måste vara maskinläsbara och innehålla biometrisk information.

### Electronic System for Travel Authorization(ESTA)
Alla som tänkt utnyttja VWP måste fylla i blankett I-94W online över internet senast strax före avresa till USA, men helst 72 timmar i förväg. Man måste också få godkännande, vilket sedan gäller i två år.

### Giltighetstid pass
Passet måste vara giltigt över resan. Sverige är undantagna från regeln om krav på 6 månaders giltighet efter resan.

### Personliga krav i urval
- Måste ha uppfyllt kraven för visumfrihet vid tidigare besök, såsom inte arbetat utan tillstånd och inte stannat för länge.
- Inte meddelats formell (arrested) misstanke om drogrelaterade brott med mera någonstans i världen.
- Får inte ha utvisats eller i övrigt meddelats uteslutning ur Visa Waiver Program.
- Måste ha betalat avgiften som infördes september 2010.